# Bosák Nándor
Bosák Nándor (Taksonyfalva, 1939. december 28. –) a Debrecen-Nyíregyházi egyházmegye nyugalmazott püspöke.

## Pályafutása
Felvidéki születésű, de családját a csehszlovák–magyar lakosságcsere keretében Kálmánházára telepítették. Debrecenben, a Fazekas Mihály Gimnáziumban érettségizett 1958-ban. Teológiai tanulmányait a budapesti Hittudományi Akadémián kezdte, de 1959-ben állami nyomásra a Központi Papnevelő Intézet növendékeinek többsége a szeminárium elhagyására kényszerült, így az Egri Hittudományi Főiskolán végezte. 1963. június 13-án szentelték pappá az egri főszékesegyházban.
1963-ban Sajószentpéteren, 1963 és 1965 között Sirokon, 1965–1968 között Verpeléten, majd 1968-tól 1970-ig Miskolc–Mindszenten, 1970 és 1974 között Mezőkövesden, végül 1974–1977 között Eger-Belvárosi plébánián volt káplán. 1977 szeptembere és 1993 között teológiai tanár volt az Egri Hittudományi Főiskolán. Ugyanott 1977-től 1990-ig spirituálisként, majd 1993-ig rektorként működött.

### Püspöki pályafutása
1993. május 31-én nevezték ki debrecen-nyíregyházi püspökké, és június 15-én szentelték püspökké Debrecenben. Az újonnan létrehozott egyházmegye első püspökeként az ő feladata lett az egyházmegye megszervezése: a szükséges épületek biztosítása, az egyházkormányzat kialakítása, a plébániai rendszer átszervezése és a különböző hagyományokkal rendelkező (különböző egyházmegyéktől hozzácsatolt) területek egységbe forrasztása.
A Magyar Katolikus Püspöki Konferencián belül a Papság és a Megszentelt Élet Bizottságának és a Liturgikus Bizottságnak volt tagja, a Katolikus Hivatásgondozó Intézet korábbi elnöke. 2000-től a Magyar Katolikus Püspöki Konferencia elnökhelyettese volt. Miután 75. életévét betöltötte, 2015. szeptember 21-én Ferenc pápa elfogadta lemondását és az egyházmegye második püspökének Palánki Ferenc korábbi egri segédpüspököt nevezte ki. Az új püspök beiktatásáig (2015. november 14-ig), mint apostoli kormányzó vezette az egyházmegyét.

## Elismerései
- Debrecen díszpolgára (2009)[6]
- Bocskai-díj (2010)[7]
- A Magyar Érdemrend középkeresztje (2019)

## Művei
- A papság szolgálatában. Homíliák, cikkek és előadások; Szent István Társulat, Bp., 2009[8]
- Törd meg az éhezőknek kenyeredet. Szerdahelyi Csongor beszélgetése Bosák Nándor debrecen-nyíregyházi megyéspüspökkel; Szent István Társulat, Bp., 2009 (Pásztorok)